# Roberto Busa
Roberto Busa (28. listopadu 1913 Vicenza – 9. září 2011 Gallarate) byl italský jezuitský kněz a jeden z pionýrů použití počítačů pro lingvistickou a literární analýzu. Byl zejména autorem Index Thomisticus, databáze, která lemmatizuje veškerou práci Tomáše Akvinského a některých souvisejících autorů. Tento rozsáhlý projekt, který trval vesměs 30 let, byl sponzorován a podporován firmou IBM.

## Životopis
Narodil se ve Vicenze, jako druhý z pěti dětí. V mládí navštěvoval soukromou školu v Bolzanu a školu ve Veroně a Belluně. V roce 1928 vstoupil do episkopálního semináře, kde dokončil střední školu a chodil na přednášky teologie od Albina Luciani, budoucího papeže. V roce 1933 vstoupil do jezuitského řádu, kde získal titul z filosofie v roce 1937 a z teologie v roce 1941. Zde byl také vysvěcen na kněze v roce 1940. V roce 1946 vystudoval filosofii na Papežské univerzitě Gregoriana, byl profesorem ontologie a vědeckých metod, a také po nějakou dobu knihovníkem na filozofické fakultě v Gallarate.

## Index Thomisticus
Prvotní plánování projektu Index Thomisticus začal Roberto Busa již v roce 1946, jako nástroj na prohledávání enormního korpusu z děl Tomáše Akvinského. Projekt trval 30 let a vyústil v 70. letech 20. století do 56 tištěných svazků. V roce 1989 vznikla CD-ROM verze a v roce 2005 webová verze sponzorovaná Nadací Tomáše Akvinského. Design a naprogramování webových stránek bylo zajištěno E. Alarcónem a E. Bernetim. V roce 2016 také vznikl projekt Index Thomasticus Treebank, přidávající syntaktickou anotaci celému korpusu dat.

## Busova cena (The Busa Price)
Aliance Digitálně Humanistických organizací (Alliance of Digital Humanities Organizations, ADHO) oceňuje Busovou cenou průkopníky na poli humanistické práce s počítačem. První tato cena byla udělena Busovi samému v roce 1998. Dalšími nositeli jsou:
- John Burrows (Austrálie - 2001)
- Susan Hockey (UK - 2004)
- Wilhelm Ott (Německo - 2007)
- Joseph Raben (USA - 2010)
- Willard McCarty (UK - 2013)
- Helen Agüera (USA - 2016)